# Saguaro (cactus)
De saguaro (Carnegiea gigantea, synoniemen: Cereus giganteus (basioniem), Pilocereus giganteus)  is een reuzencactus en de enige soort binnen het geslacht Carnegiea. Saguaro's kunnen meer dan twintig meter hoog worden, maar groeien erg langzaam; pas na zo'n zeventig tot tachtig jaar krijgen ze hun eerste vertakkingen. De soort is inheems in het zuidwesten van de Verenigde Staten en het noorden van Mexico.
Het stuifmeel van een saguaro wordt overgedragen door vogels, insecten en vleermuizen. De stammen van saguaro's vertonen vaak beschadigingen door blikseminslag, spechten en vraat.
De bloem van de saguaro is de state flower van de staat Arizona.

## Externe link

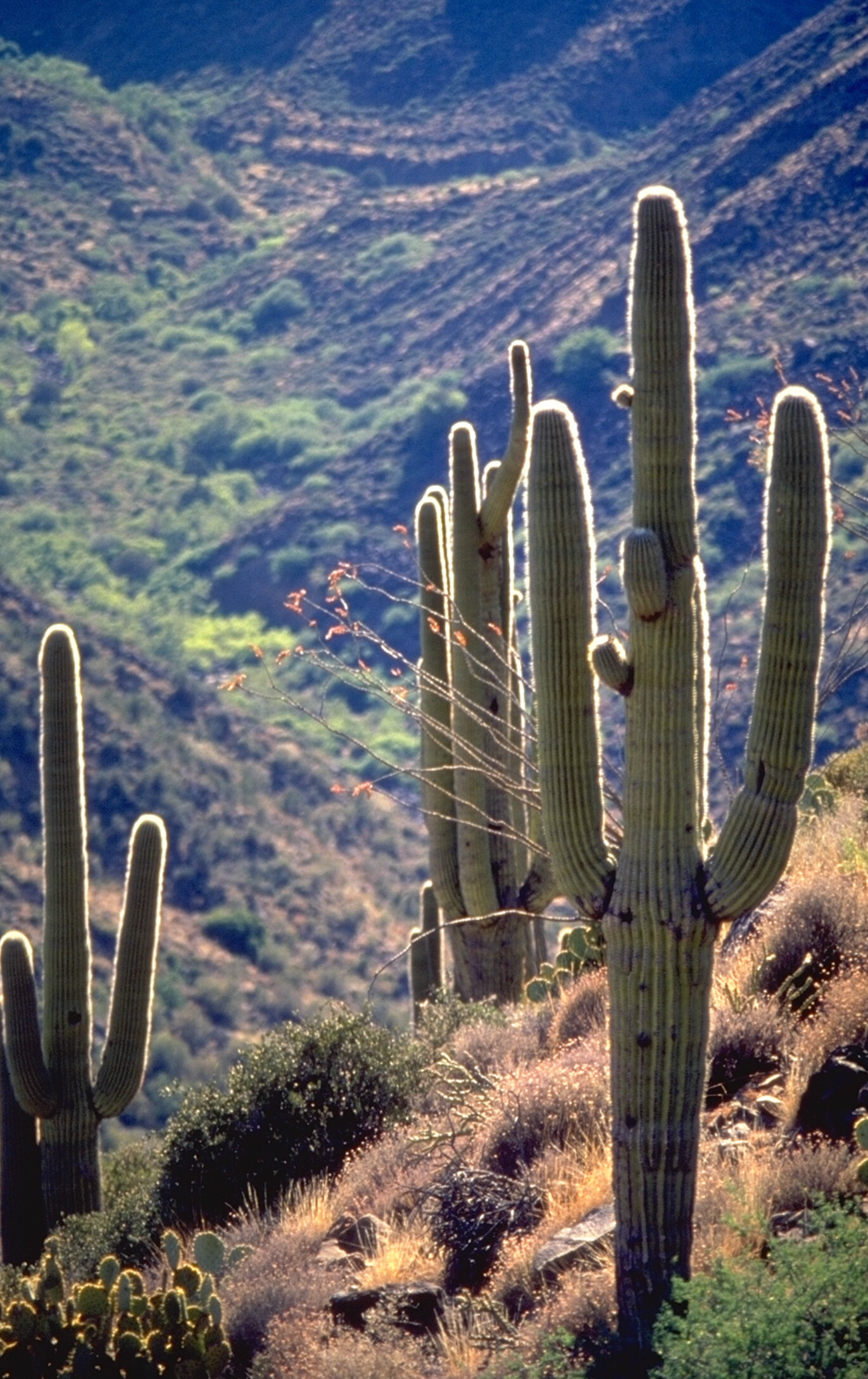
Groep saguaro's

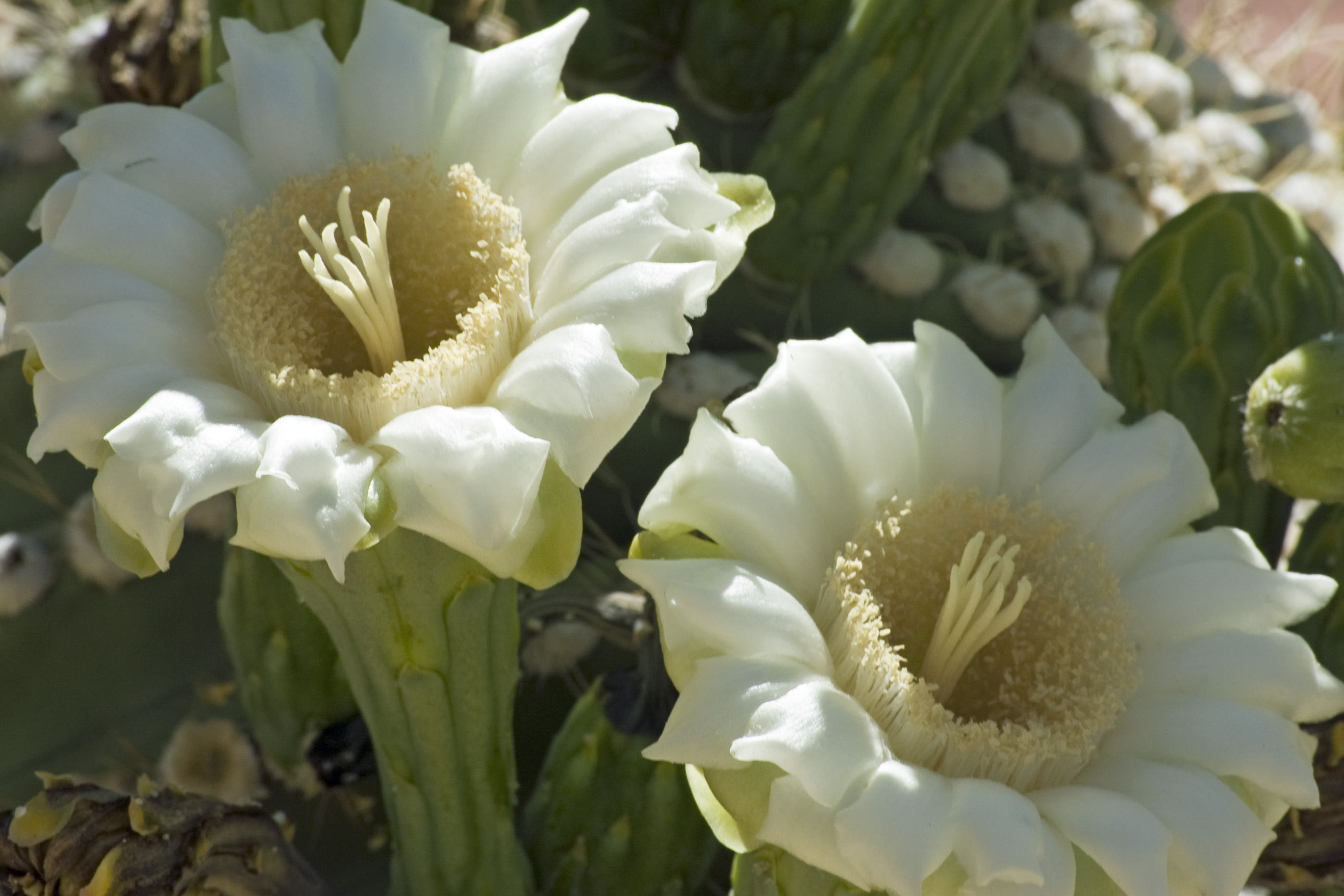
Bloemen